# Thomas Fletcher (homme politique canadien)
Pour les articles homonymes, voir Thomas Fletcher et Fletcher.
Thomas Fletcher (1852-après 1894) est un homme politique canadien de la Colombie-Britannique. Il est député provincial de la circonscription britanno-colombienne d'Alberni de 1890 à 1894.